# جک انگوس
جک انگوس (انگلیسی: Jack Angus; ۱ دسامبر ۱۸۶۸ – ۱۹۳۳ (۶۴−۶۵ سال)) بازیکن فوتبال حرفه‌ای اسکاتلند بود که در پست مهاجم در باشگاه فوتبال ساوت‌همپتون بازی می‌کرد.
از دیگر باشگاه‌هایی که در آن بازی کرده‌است می‌توان به باشگاه فوتبال فولام، و باشگاه فوتبال منچستر سیتی اشاره کرد.